# Lorenzo Córdova
Lorenzo Córdova Vianello (Ciudad de México, 6 de febrero de  1972) es un abogado, académico, funcionario e investigador mexicano. Desde el 3 de abril de 2014 hasta el 3 de abril de 2023, se desempeñó como presidente del Instituto Nacional Electoral (INE), electo por la Cámara de Diputados para un período de nueve años. Además, durante el periodo del 15 de diciembre de 2011 al 7 de enero de 2014 se desempeñó como consejero electoral del Instituto Federal Electoral, siendo presidente de dicho instituto del 8 de enero al 4 de febrero de 2014.

## Biografía
Sus padres son el historiador y politólogo Arnaldo Córdova, quien fuera profesor de la Facultad de Ciencias Políticas y Sociales, y la investigadora y filóloga clásica Anna Paola Vianello Tessaroto, profesora de la Facultad de Filosofía y Letras de la UNAM.
Córdova Vianello es licenciado en derecho por la Universidad Nacional Autónoma de México, tiene un doctorado en Teoría Política por la Universidad de Turín, Italia, es investigador nivel "B" del Instituto de Investigaciones Jurídicas de la UNAM, con licencia, en donde fue fundador y coordinador del área de Derecho Electoral, profesor de la Facultad de Derecho de la UNAM en donde imparte las cátedras de "Teoría de la Constitución", "Derecho Constitucional" y "Derecho Electoral", y de agosto de 2005 a mayo de 2012 fue director de la revista de la misma Facultad. Ha sido, además, docente en el Centro de Investigación y Docencia Económicas (CIDE) y en la Facultad Latinoamericana de Ciencias Sociales (FLACSO) sede México. Es miembro del Sistema Nacional de Investigadores del Conacyt nivel 3.
El 8 de enero de 2014, en sesión extraordinaria, Córdova asumió la presidencia temporal del IFE.
En el sector público se desempeñó de 2010 a 2011 como secretario técnico del grupo de trabajo del Senado de México sobre la reforma política, es miembro de la junta de gobierno del Instituto de Estudios de la Transición Democrática y fue asesor del consejero presidente del IFE, José Woldenberg. En los medios de comunicación ha tenido amplia participación, conductor del programa Punto de encuentro en el Canal Judicial, México Diferente en Once-TV del IPN, Elecciones 09 en el Canal del Congreso (trabajo por el que ganó el Premio Nacional de Periodismo del Club de Periodistas de México) y Observatorio 2012 de TV UNAM (con el que, por segunda ocasión ganó el Premio Nacional de Periodismo del Club de Periodistas de México). Ha sido artículista de El Universal, la revista Voz y Voto y comentarista de radio con Carmen Aristegui, además de contar con participaciones en muchos otros espacios de radio y televisión.
El 3 de abril de 2014, la Cámara de Diputados eligió a Córdova como el consejero presidente del Instituto Nacional Electoral, por un período de 9 años.
Una vez concluido su periodo com Consejero Presidente se reincorporó a sus actividades como investigador y académico en la UNAM.

## Controversias

### Acusaciones de discriminación y racismo contra personas indígenas
El 24 de abril de 2015, Córdova Vianello sostuvo una conversación privada que fue grabada y difundida a la opinión pública, en la cual se refirió a una persona indígena, a quien designó como chichimeco. Literalmente, lo que Córdova dijo fue: "es que desde las dramáticas reuniones con los padres de Ayotzinapa hasta esto, hay un mundo de diferencia. No voy a mentir. Te voy a decir cómo hablaba ese **: "Yo Jefe gran nación chichimeca, vengo Guanajuato. Yo decir a ti, o diputados para nosotros o yo no permitir tus elecciones".
También añadió: "Yo no sé si sea cierto que hable así, **. Pero vio mucho Llanero Solitario, ** [...]. Nada más le faltó decir: ‘Yo, gran jefe Toro Sentado. Líder chichimeca.' [..] No, no, no, de pánico **. O acabamos de aquí divertidos, o acabamos en el siquiatra de aquí".
El 19 de mayo de 2015 presentó una disculpa señalando el contexto privado en el que se llevó a cabo dicha conversación y el carácter ilegal de su difusión en la opinión pública.

### Elecciones del 2020 en plena contingencia sanitaria
Originalmente tanto las elecciones estatales de Coahuila como las de Hidalgo estaban planificadas para celebrarse el 7 de junio del 2020, pero fueron aplazadas por tiempo indefinido debido a la pandemia de coronavirus que afectó a México siendo anunciado dicho acto el primero de abril.
El 18 de junio de 2020 el Instituto Nacional Electoral planteó el 30 de agosto, el 6 de septiembre o el 20 de septiembre de 2020 como posibles fechas para celebrar los comicios. Finalmente, el 30 de julio quedó definido que las elecciones se llevarán a cabo el domingo 18 de octubre de 2020 a pesar de que aún al momento de la decisión el semáforo epidemiológico para ambos estados seguía en rojo significando riesgo máximo.
Cuando los comicios se llevaron a cabo el domingo 18 de octubre ambos estados estaban en color naranja de riesgo alto pero las autoridades a pesar de eso no suspendieron las votaciones.

### Supuesta "reunión clandestina" con líderes de la coalición PRI-PAN-PRD en el proceso electoral federal 2020-2021.
Layda Sansores difundió un chat de WhatsApp donde se expone que el 3 de marzo de 2021 hubo una supuesta "reunión clandestina" del consejero presidente del Instituto Nacional Electoral (INE), Lorenzo Córdova, el secretario ejecutivo del organismo, Edmundo Jacobo Molina, y el coordinador de Asuntos Internacionales del INE, Manuel Carrillo Poblano, con los dirigentes Alejandro Moreno Cárdenas (PRI), Marko Cortés (PAN) y Jesús Zambrano (PRD). La supuesta reunión se llevó a cabo en el domicilio particular del entonces secretario ejecutivo, Edmundo Jacobo Molina, con la supuesta finalidad de negociar "sentencias beneficiosas" a la coalición. Jesús Zambrano del PRD confirmó la supuesta "reunión secreta".
De acuerdo al Artículo 41, fracción 5, apartado A de la Constitución a quienes tienen el deber de organizar las elecciones en México: “En el ejercicio de esta función estatal, la certeza, legalidad, independencia, imparcialidad, máxima publicidad y objetividad serán principios rectores”.Cabe señalar, que tales principios rectores de la función electoral no pueden verse afectados por reuniones con actores políticos. Es posible que esta "controversia" sea una mala interpretación sobre noticias facciosas.

### Críticas por su liquidación
Al finalizar su período frente al INE, existieron críticas sobre su liquidación, mientras que diputados del partido MORENA acusaron que el funcionario recibiría 9 millones de pesos, el propio INE ha aclarado que Córdova Vianello recibiría un millón 934 mil 380 pesos, sin embargo, el instituto no publicó cualquier otro rubro de carácter privado que pudiese recibir, como el seguro de separación individualizado.

### Participación en libros
- Derechos del pueblo mexicano. 2012 (en coautoría con Jorge Sánchez Cordero).
- Financiamiento de los partidos políticos en América Latina. 2011.
- Formación y perspectivas del Estado en México. 2010.
- Tendencias del constitucionalismo en Iberoamérica 2009.